# Эстансия (Сержипи)
Эстансия (порт. Estância) — муниципалитет в Бразилии, входит в штат Сержипи. Составная часть мезорегиона Восток штата Сержипи. Входит в экономико-статистический микрорегион Эстансия. Население составляет 62 796 человек на 2006 год. Занимает площадь 649,6 км². Плотность населения — 96,7 чел./км².
Покровителем города считается Богоматерь де-Гвадалупи.

## История
Город основан в 1831 году.

## Статистика
- Валовой внутренний продукт на 2004 составляет 534.319.700,00 реалов (данные: Бразильский институт географии и статистики).
- Валовой внутренний продукт на душу населения на 2004 составляет 8.669,00 реалов (данные: Бразильский институт географии и статистики).
- Индекс развития человеческого потенциала на 2000 составляет 0,672 (данные: Программа развития ООН).

## География
Климат местности: тропический.